# Sonnette (Vallière)
Die Sonnette ist ein kleiner Fluss in Frankreich, der in der Region Bourgogne-Franche-Comté verläuft. Sie entspringt im Gemeindegebiet von Val-Sonnette, entwässert generell in westlicher Richtung und mündet nach rund 15 Kilometern im Gemeindegebiet von Sagy als linker Nebenfluss in die Vallière. Auf ihrem Weg berührt die Sonnette die Départements Jura und Saône-et-Loire. Sie quert im Oberlauf die Bahnstrecke Mouchard–Bourg-en-Bresse und im Unterlauf auch die Autobahn A39.

## Orte am Fluss
(Reihenfolge in Fließrichtung)
- Grusse, Gemeinde Val-Sonnette
- Vincelles, Gemeinde Val-Sonnette
- Le Perron, Gemeinde Beaufort-Orbagna
- Flacey-en-Bresse
- Chante-Merle, Gemeinde Sagy